# Sarov (Russia)
Sarov (in russo Саров?) è una città chiusa della Russia europea centro-orientale, nell'oblast' di Nižnij Novgorod. Era conosciuta come Arzamas-16 (Арзама́с-16) dal 1946 al 1991, mentre fino al 1995 era nominata Kremlyov (Кремлёв). La città era chiusa perché era il centro russo per la ricerca nucleare. Popolazione: 92.047 (Census 2010). 
La storia della città può essere divisa in due periodi. Prima della Rivoluzione era una dei luoghi santi della Chiesa Ortodossa a causa del suo monastero, dove visse Serafino di Sarov. Poi, dagli anni quaranta del XX sec., divenne il centro di ricerca e produzione per le armi nucleari prima sovietiche e poi russe. 

## Storia
Nell'area attorno a Sarov sono stati trovati resti di insediamenti umani risalenti al XII e XIII sec., quando fu fondato in questo luogo un insediamento dei Mordvini. Nel 1298 il villaggio fu conquistato dai Tatari. 

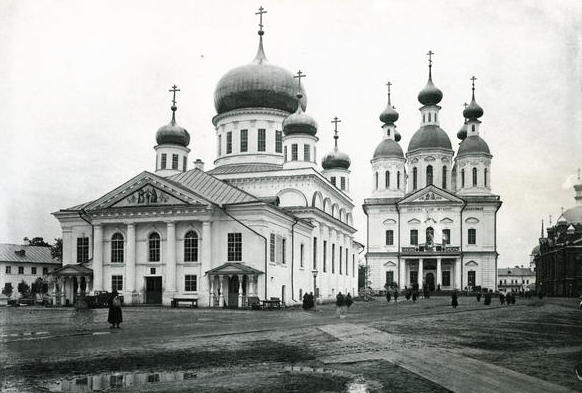
Monastero di Sarov nel 1910

La città moderna prese il nome dal sito del monastero Sarov, vicino al fiume omonimo. Nel 1664 il monaco ortodosso Teodosio per la prima volta costruì un insediamento sulla collina di Sarov. Nel 1706 fu fondato il Monastero della Dormizione della Madre di Dio (Свято-Успенская Саровская пустынь). Originario di Kursk, Serafino di Sarov, venerato come santo dalla Chiesa Ortodossa russa, entrò come novizio al monastero di Sarov nel 1779, prendendovi gli ordini nel 1783 e rimanendovi fino alla morte, accorsa nel 1833. Nel 1903 il monastero fu visitato dallo zar Nicola II Romanov e dai membri della famiglia reale: all'epoca il monastero aveva nove chiese, di cui una ipogea e vi vivevano circa trecentoventi monaci. 
Nel 1923 il monastero fu chiuso a causa delle repressioni bolsceviche e molti monaci furono giustiziati. Durante la Seconda Guerra mondiale, gli edifici un tempo del monastero furono usati come fabbriche per la costruzione dei lanciarazzi BM-13 "Katyusha". 
Nel 1946 l'Istituto di ricerca sovietico di fisica sperimentale (chiamato con l'acronimo VNIIEF in Occidente), fu costruito a Sarov e la città divenne una città chiusa, venendo così cancellata da tutte le mappe non top-secret. La città fu allora chiamata con vari nomi provvisori (Base 112, Sito 550, Yasnogorsk, Kremlyev and Arzamas-75). Si decise poi di chiamare il luogo Arzamas-16, nome con cui venne denominato fino al 1991, e dal 1954 fu garantito all'insediamento lo status di città. Nel 1995 Boris El'cin ribattezzò la città come Sarov, su richiesta dei residenti.
Il 20 giugno 1997 Alexandr Zakharov, professore dello VNIIEF, subì una dose fatale di 4850 rem in un incidente. Durante la famosa ondata di incendi che colpì varie zone della Russia tra la fine di luglio e l'inizio di settembre del 2010, l'Esercito russo prese misure preventive contro i possibili incendi delle foreste limitrofe a Sarov e, a quanto è stato riportato, molto materiale radioattivo fu messo al sicuro in altre zone della Russia.
Nel 2006 il Monastero della Dormizione della Madre di Dio fu riaperto e in questi anni si stanno ricostruendo gli edifici danneggiati. Esso si trova sotto la giurisdizione della Eparchia di Nižnij Novgorod.
Oggi il Centro Nucleare della Federazione Russa è responsabile di importanti decisioni circa lo sviluppo, la produzione, lo stoccaggio e l'utilizzo di armi nucleari, nonché il riciclo di materiale radioattivo e non, e la ricerca in fisica fondamentale ed applicata. Nonostante fondazioni internazionali abbiano incentivato con fondi comuni l'invio di nuovi ricercatori e scienziati a Sarov dopo la caduta dell'URSS, tuttora attorno alla città vi sono recinzioni così come attorno ai magazzini. Anche ai russi che non vivono a Sarov non è consentito entrare in città senza permesso. Gli stranieri che giungono per motivi di affari devono consegnare passaporti, telefoni e videocamere alla sicurezza.

## La città
La città è la sede del Centro Nucleare della Federazione Russa e del museo della bomba atomica, che possiede un certo numero di involucri di armi dell'epoca sovietica e di fotografie di coloro che erano coinvolti nella loro produzione. Una gran parte della città è situata nel terreno del Parco Statale PGS, che si trova nel Distretto di Temnikovsky della Repubblica di Mordovia.
Nel 1993 la città divenne gemellata a Los Alamos, nel New Mexico, in cui ha sede il laboratorio per il progetto delle armi nucleari statunitensi (Los Alamos National Laboratory o LANL). Gli scienziati del LANL e del VNIIEF hanno cooperato sui programmi di controllo di molte armi e sul programma di salvaguardia nucleari (Programma Nunn–Lugar). A causa di questi contatti gli scienziati di Los Alamos hanno saputo, per loro divertimento, che i Russi durante la guerra fredda chiamavano in modo irriverente il proprio sito "Los Arzamas". 

## Situazione amministrativa
All'interno della struttura amministrativa russa, essa è incorporata come città di importanza oblast (посёлок городского типа областного значения) di Sarov, ovvero ha una propria circoscrizione pur dipendendo da Nižnij Novgorod. Come divisione municipale è incorporata come Okrug Urbano di Sarov. 

## Amministrazione

### Gemellaggi
La città è gemellata con Los Alamos (USA) e con Akhali Atoni (it. Nuovo Athos, Abcasia [de iure Georgia]).